# Rhus kearneyi
Rhus kearneyi är en sumakväxtart som beskrevs av Barkl.. Rhus kearneyi ingår i släktet sumaker, och familjen sumakväxter.

## Underarter
Arten delas in i följande underarter:
- R. k. kearneyi
- R. k. virginum